# John Barrow (homme politique)
Pour les articles homonymes, voir John Barrow et Barrow.
John Jenkins Barrow, né le 31 octobre 1955 à Athens (Géorgie), est un homme politique américain. Membre du Parti démocrate, il est élu de la Géorgie à la Chambre des représentants des États-Unis de 2005 à 2015.

## Biographie
John Barrow est originaire d'Athens dans l'État américain de Géorgie. Après des études à l'université de Géorgie et à la faculté de droit de Harvard, il devient avocat. En 1990, il est élu au conseil fusionné de la ville d'Athens et du comté de Clarke.
En 2004, il est candidat à la Chambre des représentants des États-Unis dans le 12e district de Géorgie, un district du sud-est de l'État qui a voté à 54 % pour Al Gore en 2000. Barrow est élu représentant face au républicain sortant Max Burns (en) avec 52 % des voix.
Le 12e district est redessiné en 2006. Barrow doit déménager d'Athens, qui est sortie du district, pour Savannah. Dans un contexte national défavorable aux républicains, il est l'une des rares cibles du Grand Old Party. Affrontant à nouveau Burns, il n'est alors réélu qu'avec 864 voix d'avance sur plus de 142 000 bulletins. En 2008, il est réélu avec 66 % des suffrages, notamment porté par un afflux d'électeurs afro-américains en faveur de Barack Obama à l'élection présidentielle. En 2010, malgré une « vague républicaine », il est réélu avec 57 % des voix,.
En 2011, son district est redécoupé : il perd la ville de Savannah au profit de la région d'Augusta. En perdant des électeurs afro-américains, le district devient plus favorable aux républicains,. Pendant la campagne de 2012, il diffuse l'une des publicités les plus commentées de la campagne. Ladite publicité le montre avec un Smith & Wesson que son grand-père utilisait pour « aider à empêcher un lynchage »,. Elle lui permet de s'attirer à la fois le vote des blancs ruraux et celui des afro-américains. Barrow est réélu avec 7 points d'avance sur le républicain Lee Anderson alors que Mitt Romney remporte le district de 12 points le même jour.
Il est candidat à un onzième mandat en 2014. Il affronte le républicain Rick Allen, considéré comme un meilleur adversaire que ses anciens concurrents. Allen tente de le lier au président Obama, alors impopulaire. Barrow est battu avec 45,2 % des voix contre 54,8 % pour le républicain. Il était le dernier représentant blanc démocrate du Sud profond des États-Unis,.
En 2018, il se présente au poste de secrétaire d'État de Géorgie. Il remporte la primaire démocrate avec environ 52 % des suffrages. Faisant campagne pour réinstaurer le décompte manuel des voix et réduire les obstacles à l'inscription sur les listes électorales, il est battu au second tour par le républicain Brad Raffensperger, qui le devance de quatre points.

## Positions politiques
John Barrow est un démocrate centriste, membre de la Blue Dog Coalition. Il vote près de la moitié du temps avec les républicains, notamment contre le Patient Protection and Affordable Care Act (« Obamacare »). Lors de sa dernière campagne au Congrès, il est soutenu par certaines organisations plutôt proches des républicains comme la Chambre de commerce des États-Unis et la National Rifle Association of America.